# Emoia pseudocyanura
Espèce
Statut de conservation UICN

 LC  : Préoccupation mineure
Emoia pseudocyanura est une espèce de sauriens de la famille des Scincidae.

## Distribution
Cette espèce est endémique des îles Salomon. Elle se rencontre sur l'île de Bougainville en Papouasie-Nouvelle-Guinée et dans les Salomon.

## Étymologie
Le nom spécifique pseudocyanura vient du fait que cette espèce a longtemps été confondue avec Emoia cyanura.

## Publication originale
- Brown, 1991  : Lizards of the genus Emoia (Scincidae) with observations on their evolution and biogeography. Memoirs Of The California Academy Of Sciences, vol. 15, p. 1-94 (texte intégral).